# Crystal Skate of Romania 2015
Crystal Skate of Romania 2015 – międzynarodowy turniej seniorów w łyżwiarstwie figurowym w sezonie 2015/2016. Został rozegrany w dniach 4 - 7 listopada 2015 roku w rumuńskim Braszowie.
Wśród solistów triumfował reprezentant Finlandii Tomi Pulkinen, natomiast w rywalizacji solistek najlepsza okazała się Koreanka Kim Tae-kyung.

## Wyniki

### Soliści
| Pozycja | Zawodnicy      | Punkty | SP | SP    | FS | FS     |
| ------- | -------------- | ------ | -- | ----- | -- | ------ |
| 1       | Tomi Pulkinen  | 162.52 | 1  | 57.77 | 1  | 104.75 |
| 2       | Dorjan Kecskes | 85.57  | 2  | 25.84 | 2  | 59.73  |

### Solistki
| Pozycja | Zawodnicy         | Punkty | SP | SP    | FS | FS    |
| ------- | ----------------- | ------ | -- | ----- | -- | ----- |
| 1       | Kim Tae-kyung     | 111.81 | 2  | 34.93 | 1  | 76.88 |
| 2       | Frances Howell    | 105.42 | 3  | 34.10 | 2  | 71.32 |
| 3       | Michelle Callison | 97.01  | 1  | 36.46 | 3  | 60.55 |
| 4       | Zselyke Kenez     | 89.25  | 4  | 29.06 | 4  | 60.19 |